# ГолАЗ-АКА 6226
ГолАЗ-АКА 6226 — 17-метровий двосекційний автобус, що випускається Голіцинським автобусним заводом ще з 1995 року. Цей автобус побудований на базі німецького зчленованого автобуса Mercedes Benz O405G виробництва Mercedes-Benz, ГолАЗ має ліцензію на випуск цього автобуса і навіть має власне прізвисько — «Росіянин».
Нині побудовано понад 100 екземплярів даного автобуса, вони курсують деякими містами Росії. У Омську працює досить велика партія автобусів (близько 90 штук), крім Омська, декілька таких автобусів курсують у Москві, також кілька наявні у містах Одинцьово та Череповець. Автобуси також є у Самарі.
ГолАЗ АКА 6226 не є єдиним автобусом з серії АКА, тобто ліцензійної лінійки автобусів, побудованих на базі автобуса Mercedes-Benz O405, окрім цього випускаються ще дві крупні моделі автобусів: ГолАЗ-АКА 5225 (міський автобус) і ГолАЗ АКА 52251 (приміський автобус).

## Описання моделі
ГолАЗ 6226, є найбільшим із серії «АКА», і є поки що єдиним зчленованим автобусом виробництва ГолАЗу. Автобус АКА 6226 призначений для перевезення великих мас пасажирів у великих містах з інтенсивним пасажиропотоком. Автобус АКА 6226 сам по собі є дуже великим, його довжина становить 17,5 м, він не дуже високий, однак виглядає досить сучасно, його габаритні розміри та більшість ходових частин є уніфікованими з його німецьким аналогом O 405 G. Кузов автобуса побудований на базі німецького аналога, сам кузов автобуса дволанковий, тримальний, вагонного компонування. Каркас і обшивка кузова виготовлені з матеріалів до автобусів Mercedes-Benz, обшивка автобуса складається з суцільнотягненого оцинкованого листа, оцинкованого з обох боків, також нанесено пластикове личковання, також автобус повністю обнесений антикорозійним покриттям. Передня та задня панель автобуса (передок і задок) мають склопластикову личковання. Автобуси Mercedes-Benz зазвичай мають високий строк служби роботи силових агрегатів і кузова, автобус ГолАЗ АКА 6226 має дуже великий строк служби силових агрегатів, не менше ніж 1200000 кілометрів пробігу перед капітальним ремонтом, а строк служби кузова — понад мільйон кілометрів пробігу (а це не менше 15—20 років служби). Дизайн кузова досить простий — кузов дуже вугластий, як, наприклад Ikarus 280.
Передок автобуса дуже подібний на свій німецький аналог, у нього від O405 G майже немає помітних відмінностей, окрім декількох. Лобове скло автобуса гнуте, безколірне, загнуте з боків. У автобуса застосоване лобове скло—триплекс, тобто безскалкове лобове скло, яке з двох боків оббите пластиком і осколки від скла не розлітаються при сильному ударі; таке скло, навіть розбите лишається у масі та не зможе травмувати людей. Лобове скло, як і у другого покоління автобусів Mercedes-Benz є роздільним, а склоочисники — паралелограмного типу. Фари автобуса, на відміну від O405 G зроблені одинарними (у того було по 2 фари з кожного боку), одинарні фари удвічі більші та потужніші. Вони оснащені лінзовим склінням, що значно збільшує їхню далекоглядність. Бампер автобуса зварний, чіткоокреслений, на ньому кріпиться номер автобуса (який у нього має бути окрім номера, отриманого у автобусному парку). Автобус носить на собі дві емблеми: окрім емблеми ГолАЗу, розміщено і емблему Mercedes-Benz, оскільки автобус виготовлений на базі O 405 G та має більшість його запчастин; трьохпроменева «зірка» розміщена прямо посередині передка. Бокові дзеркала заднього виду автобуса сферичного автобуса, досить звичайні, праве дзеркало оснащується ще одним додатковим склом. Над лобовим склом автобуса розміщується верхній маршрутовказівник, це прості механічні вказівники, які також можуть розміщуватися і у кабіні водія. Зверху, на даху автобуса спереду розміщуються 3 габаритні ліхтарі, що вказують на те, що це довгомірний транспортний засіб.
Мотовідсік автобуса знаходиться на задньому звісі, автобус, який комплектується деталями від Mercedes-Benz оснащується німецьким двигуном Mercedes-Benz OM 447 hA, або Mercedes-Benz OM 447 hLA потужністю 184—206 кінських сил, двигун автобуса вміщено так, що задній ряд сидінь автобуса розміщений на помості. Автобус пересувається досить тихо завдяки хорошій шумоізоляції салону та мотовідсіку а також це залежить від якості двигуна. Двигуни автобуса відповідають екологічним стандартам Euro-1 i Euro 2 (OM 447 hA i OM 447 hLA відповідно). За ходовими частинами автобус уніфікований з O405 G, підвіска автобуса пневматична, автобус є тривісним, кріплення коліс радіальне. Гальмівна система автобуса:
- робоче гальмо (керується за допомогою натиску на педаль гальма, сповільнення керується силою натиску на гальмо) — пневматична, трьохконтурна (по контуру на вісь); гальмівні механізми — барабанного типу з кулачковим розтискачем.
- додаткова гальмівна система — моторне гальмо, також є гідравлічний сповільнювач влаштований у коробку передач
- стоянкове гальмо (ручний важіль для знерухомлення автобуса під час зупинки, використовується на зупинках) — ручне гальмо;
- ABS i ASR — усі автобуси оснащуються антиблокувальною і антипробускувальною гальмівними системами.

Задня панель автобуса аналогічна своєму німецькому аналогові, двигун розташовується на задньому звисі, а заднє скло суцільне, хоча у деяких з автобусів воно і узагалі може бути заварене. Автобус оснащується великою кількістю великих ліхтарів, завдяки чому його добре видно у умовах ночі. Автобус ГолАЗ АКА 6226 є повністю високопідлоговий, хоча у нього є і багато своїх переваг, не зважаючи на високу підлогу, у нього гарна амортизація. До його салону ведуть чотири двійчасті двері (дві у тягачі і дві у «хвості») поворотно-зсувного типу, пневмоприводи відкриття дверей зроблені зі сталі, дверні пілки повністю металічні (хоча у них є покриття з пластику). Дверні пройми автобуса досить широкі, що забезпечує швидкий вхід/вихід пасажирів навіть попри високу підлогу, ширина перших трьох дверей однакова, самі задні двері (4) помітно вужчі.
Салон автобуса є досить характерним для російських автобусів, він однак має спільні риси і з Mercedes O405G. Підлога салону АКА-6226 застелена суцільнотягненим листом лінолеуму, лінолеум є і на колісних арках у салоні. Сидіння автобуса м'які, нерегульовані, роздільного типу, розташовуються як попарно, так є і одиночні сидіння. Спинки крісел пластикові, м'яка частина зроблена з синтетичних матеріалів, як шкірозамінювач, більше сидінь знаходиться у причепі. Сидіннями автобус ГолАЗ АКА-6225 не обділений (наприклад, як ЛіАЗ 6212 лише з 33 сидіннями у двосекційному салоні): у салоні їх знаходиться від 38 до 45 (залежно від комплектації); а сам салон автобуса досить місткий, при нормальній місткості у 170—205 чоловік, у автобус може поміститися аж до 250 пасажирів, наприклад у годину-пік. Поручні у салоні «товстого» типу, вони фарбуються у різні кольори та розташовані у салоні у великій кількості, як горизонтальні так і вертикальні, вертикальні поручні розміщені майже біля кожного ряду з сидіннями, також вони наявні і на збірних майданчиках. Горизонтальні поручні розташовуються зверху та тягнуться уздовж усього салону (за винятком з'єднувальної секції), також вони можуть обладнуватися пластиковими ручками для забезпечення більшого комфорту перевезення, наприклад для пасажирів низького зросту.
Оскільки автобус є високопідлоговим, він технічно не здатний перевозити інвалідів у візках, нічим специфічним він також не обладнаний, хоча у нього є два збірні майданчики (у передній та задній секціях). У автобуса є ще один примітний елемент у салоні — це з'єднувальна секція, з'єднувальна «гармошка», від Mercedes-Benz O405G вона не відрізняється, пластини гармошки металеві, а м'яка частина каучукова. Поворотний круг автобуса є круглим, як у Ikarus 280, а не суцільним, як у нових зчленованих автобусів виробництва Neoplan (Centroliner-18) і Solaris (Solaris Urbino 18), однак боки обшиті запобіжними тримачами і поручнями, поворотний круг дозволяє стояти на ньому а також пасажирам переходити із секції у секцію. Автобус не оснащується тонованими склопакетами для більшого комфорту, зараз переважна більшість сучасних російських автобусів їх має, тому це є недоліком. Система підігріву автобуса досить потужна, як і O405G, він обладнаний 7 нагрівниками уздовж усього салону. Система вентиляції у автобуса теж досить непогана, у автобуса може встановлюватися кондиціонер, також у нього є обдувні люки на даху, для додаткової вентиляції ще є зсувні кватирки на бокових вікнах.
Кабіна водія автобуса відокремлюється від салону суцільною перегородкою, для виходу та входу водія з кабіни є спеціальні двері до салону, також під це виділено передню пілку передніх дверей, яка відкривається автономно від інших дверей. Дизайн кабіни водія не має особливих відмінностей від O405G. Приладова панель автобуса фарбується у темний колір (найчастіше, це коричневий, або чорний колір). Основні клавіші, які потрібні при керуванні, розташовані по боках, оскільки з лівого боку дверей немає, є і ще одна допоміжна панель зліва. Показникові прилади розташовані посередині приладової панелі, найбільший, як і у O405G є спідометр, великого розміру, «фірмовий», оцифровкою до 125 км/год (узагалі-то, автобуса має досить високу максимальну швидкість руху). Допоміжні прилади розміщені зліва від спідометра, також на приладовій панелі є радіо. Показники включених функцій розташовані зверху приладової панелі, вони не уміщені у один прилад контролю (як на нових автобусах), однак незручностей не додасть. Рульове керування — LS 7F або LS8, також є гідропідсилювач керма, що полегшує керування. Підрульові важелі можуть об'єднуватися в один мультиважіль із різними функціями, як звуковий сигнал, поворот та включення склоочисників. Водійське крісло комфортне, має ресори, регулюється у залежності від фізичних параметрів водія, спинка також регулюється. У автобуса автоматична коробка передач, це є перевагою автобуса, АКПП виробництва Voith, природно, що педаль зчеплення та важіль переключення передач відсутній, керування рухом автобуса відбувається за допомогою двох керівних педалей, акселератора і гальма, педалі мають «узори», щоб нога водія не ковзала по педалях. Вентиляція у кабіні відбувається за допомогою зсувної кватирки, опалення у кабіні відбувається за допомогою автономного опалювача.
За динамічними характеристиками автобус нічим не поступається сучасним міським одиницям, його максимальна швидкість становить не менше 90 кілометрів на годину.

## Характеристика
Переваги моделі ГолАЗ-АКА 6226:
- уніфікація багатьох елементів з автобусом Mercedes-Benz O 405 G;
- добра пристосованість для праці у великих містах з інтенсивним пасажиропотоком;
- високий строк служби кузова та силових агрегатів (понад мільйон кілометрів пробігу);
- легкість утримання та обслуговування;
- використання безосколкового лобового скла;
- обладнання німецькими двигунами OM-447h(L)A;
- обладнання автобуса системами Euro-1 i Euro-2;
- хороша шумоізоляція моторного відсіку і салону;
- дуже велика пасажиромісткість автобуса, у час-пік у автобус поміститься до 250 людей;
- зручне планування місць салону;
- автоматична коробка передач;
- використання систем ABS i ASR;
- низькі витрати пального при русі у міському циклі.

Недоліки моделі:
- високий рівень підлоги;
- автобус не оснащується тонованими склопакетами.

## Технічні дані
| ГолАЗ АКА 6226                             | ГолАЗ АКА 6226                                                                                          |
| ------------------------------------------ | --- |
| Загальні дані                              | |
| Модель                                     | ГолАЗ АКА 6226                                                                                          |
| Випускається з, рік                        | 1995 |
| Кількість випущених екземплярів, шт        | більше 100                                                                                              |
| Подібні автобуси у модельному ряді (ГоЛАЗ) | ГолАЗ АКА 5225, ГолАЗ 6228                                                                              |
| Призначення                                | міський автобус                                                                                         |
| Кузов                                      | |
| Описання кузова                            | дволанковий чотирьохдверний, тримальний, вагонного компонування                                         |
| Строк служби кузова та основних агрегатів  | >1200000 кілометрів (>15 років)                                                                         |
| Побудований на базі                        | Mercedes Benz O 405 G                                                                                   |
| Габарити і елементи ззовні                 | |
| Довжина, мм                                | 17545                                                                                                   |
| Ширина по молдінгу, мм                     | 2500 |
| Висота, мм                                 | 3100 |
| Колісна база, мм                           | 5875 (тягач) 6125 (причеп)                                                                              |
| Мінімальний радіус повороту, м             | 11.0 |
| Споряджена маса, кг                        | |
| Повна маса, кг                             | 28000                                                                                                   |
| Фари (передок)                             | одиночні з лінзовим склінням                                                                            |
| Бокові дзеркала заднього виду              | сферичні                                                                                                |
| Лобове скло                                | роздільне, безосколкове (триплекс)                                                                      |
| Маршрутовказівники                         | табло (звичайні) зверху лобового стекла або у кабіні                                                    |
| Розташування мотовідсіку                   | задній звис (задок)                                                                                     |
| Шасі і гальмівні системи                   | |
| Підвіска                                   | пневматична                                                                                             |
| Колеса/осі                                 | радіальне кріплення/3, 6×2                                                                              |
| Гальмівні механізми                        | барабанного типу з кулачковим розтискачем                                                               |
| Робоча гальмівна система                   | пневматична, триконтурна, з поділом на контури по осях                                                  |
| Зупинна гальмівна система                  | ручне гальмо                                                                                            |
| Додаткова гальмівна система                | моторне гальмо, сповільнювач влаштований у КПП                                                          |
| ABS                                        | наявна                                                                                                  |
| ASR                                        | можлива додатково                                                                                       |
| Салон і місце водія                        | |
| Двері до салону                            | 4 двійчасті (4-ті задні помітно менші)                                                                  |
| Настил підлоги                             | лінолеум                                                                                                |
| Поручні                                    | товстого типу, пофарбовані полімерною фарбою, горизонтальні з пластиковими ручками, вигнуті (див. опис) |
| Сидіння                                    | напівм'які, пластикові, роздільного типу                                                                |
| Освітлення у салоні                        | плафонові світильники на даху                                                                           |
| Вікна                                      | нетоновані                                                                                              |
| Опалення у салоні                          | 7 нагрівників                                                                                           |
| Вентиляція у салоні                        | через люки і зсувні кватирки, можливий кондиціонер                                                      |
| Кількість сидячих місць, шт                | 38—45 (залежно від спорядження)                                                                         |
| Повна пасажиромісткість, чол               | >180 (нормальна), до 250 (максимально можлива)                                                          |
| Кабіна водія                               | відокремлена від салону суцільною перегородкою                                                          |
| Панель приладів                            | з пластмаси                                                                                             |
| Рульове керування                          | LS 7F чи LS8 з гідропідсилювачем                                                                        |
| Гармошка та вузол зчленування              | |
| Гармошка                                   | має металічні пластини, каучукова                                                                       |
| Коробка передач                            | |
| Тип КПП                                    | автоматична                                                                                             |
| Модель КПП                                 | VOITH DIWA 854.2                                                                                        |
| Ступені КПП                                | 4/1 |
| Двигун                                     | |
| Тип                                        | дизельний                                                                                               |
| Назва двигуна                              | Mercedes-Benz OM 447 hA Mercedes-Benz OM 447 hLA                                                        |
| Потужність, кіловат                        | 184—206                                                                                                 |
| Обертальний момент, Н*м                    | 900 |
| Місткість паливного бака, літри            | 334 |
| Число циліндрів, штук                      | 6 |
| Робочий об'єм, літри                       | 12 |
| Кількість тактів                           | 4 |
| Відповідність екологічним нормам           | Euro-1, Euro-2                                                                                          |
| Контрольні витрати пального, літри         | 25 |
| Максимальна швидкість, км/год              | 90 |